# Banyumas Asri
Banyumas Asri is een bestuurslaag in het regentschap Ogan Komering Ulu van de provincie Zuid-Sumatra, Indonesië. Banyumas Asri telt 1066 inwoners (volkstelling 2010). Bij de nederzetting behoort 350 hectare grondgebied.